# محمد علي (العلوية)

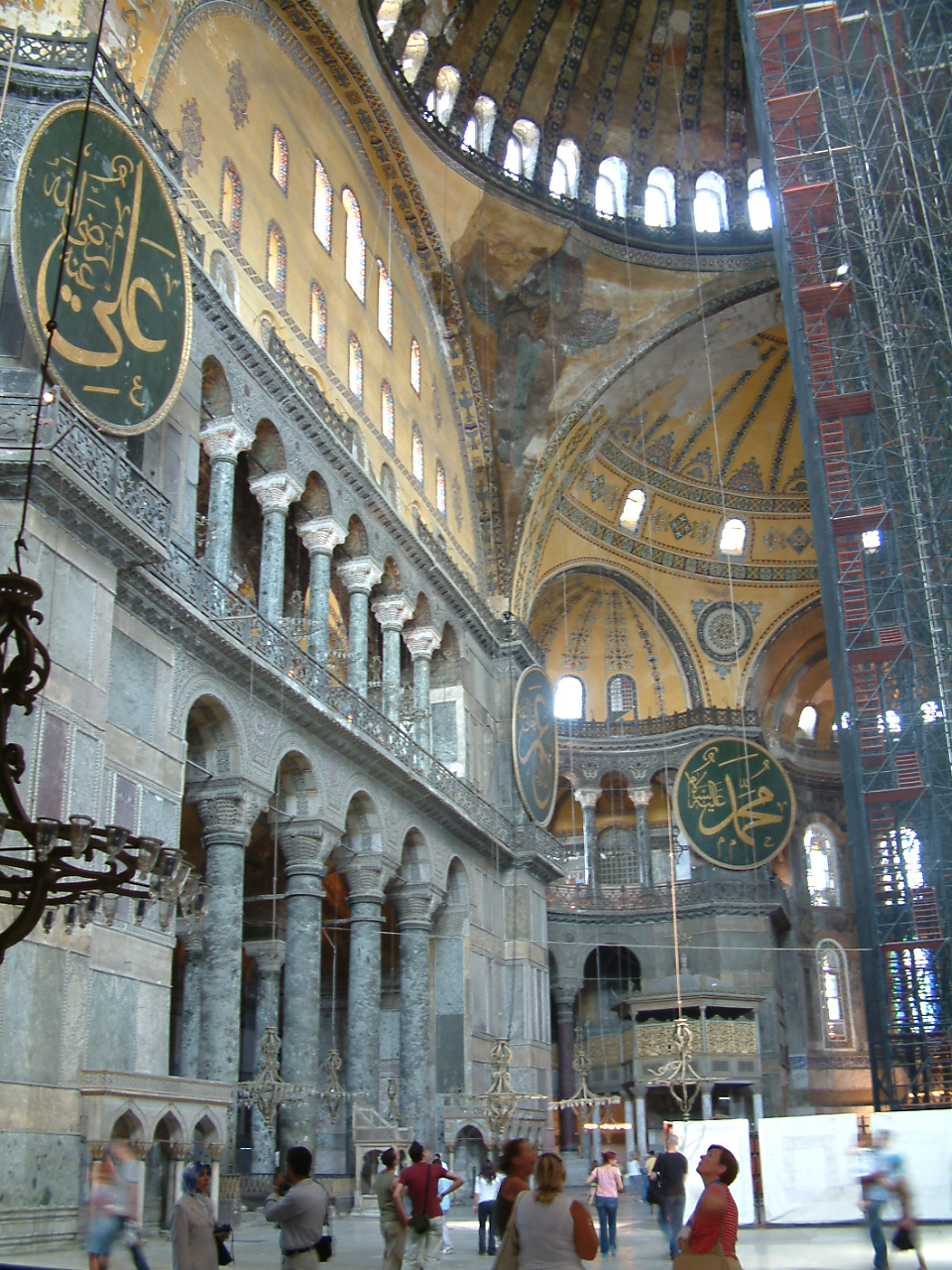
أسماء محمد وعلي بالخط العربي الإسلامي، محمد على اليمين. وعلي على اليسار

في العلوية الأناضولية، يشير مصطلح محمد علي إلى النبي محمد وعلي الذين يوجدون ككيان واحد، أو نور العقل [الإنجليزية] .[بحاجة لمصدر]
ويمكن أن يكون أصل هذا الاعتقاد هو الحديث الشيعي التالي:
| « | يُروى أن النبي محمد قال: (فلما أراد الله تعالى أن ينشئ خلقه فتق نوري فخلق منه العرش فالعرش من نوري، ونوري من نور الله، ونوري أفضل من العرش، ثم فتق نور أخي علي). | » |